# Schiffsartillerieschule
Die Schiffsartillerieschule (S.A.S.) war eine vom 10. Juli 1920 bis zum Ende des Zweiten Weltkriegs bestehende Ausbildungseinrichtung der deutschen Reichsmarine bzw. Kriegsmarine.

## Geschichte

### Schiffsartillerieschule der Reichsmarine
Als nach dem Ende des Ersten Weltkriegs Nordschleswig mit Sonderburg am 15. Juni 1920 nach der Volksabstimmung an Dänemark fiel, musste die bisher in Sonderburg befindliche Schiffsartillerieschule Sonderburg geschlossen werden und diese wurde am 10. Juli 1920 nun in Kiel erneut aufgestellt. Im Oktober 1920 verlegte die Schule von der Nixe in die Kaserne in Kiel-Wik. Die Schule erhielt mehrere Lehrgruppen und wurde der Inspektion der Marineartillerie (A.J.) unterstellt.
Ab Ende April 1922 war bis Oktober 1932 die Hay als Artillerietender der Schule zugeordnet. Ebenso war ab Oktober 1922 die Drache erst als Tender und ab 1928 bis 1936 als Artillerieschulboot für die Schule aktiv. Von der Indienststellung Mitte Juli 1932 bis Kriegsausbruch war auch die Bremse Ausbildungsschiff der Schule.

### Schiffsartillerieschule der Kriegsmarine
Ab November 1938 wurden die drei Lehrgruppen in drei Abteilungen überführt. Die Abteilungen waren:
- I. Abteilung (Artillerietechnische Ausbildung),
- II. Abteilung (Schießausbildung) und
- III. Abteilung (E-Messausbildung).[2]

Neben den drei Ausbildungsabteilungen unterstanden dem Kommandeur der Schule auch die Artillerieschulschiffe Bremse und Hektor, zahlreiche Artillerieschulboote, Artillerieträger, Hilfsfahrzeuge und zeitweise auch der Aviso Grille. Im Juli 1941 wurden die Schulschiffe in einem Schulverband zusammengefasst.
Im Oktober 1941 wurde die Schiffsartillerieschule bis auf die I. Abteilung (Artilleriefachausbildung), welche in Kiel blieb, nach Sassnitz verlegt.
Im Oktober 1943 wurde die Schiffsartillerieschule aufgeteilt und der Höhere Kommandeur der Schiffsartillerieschulen (H.K.S.) mit Sitz in Saßnitz eingerichtet. Die ehemaligen Abteilungen der Schiffsartillerieschule wurden dabei eigenständige Schulen. Die ehemalige I. Abteilung der Schiffsartillerieschule (Artilleriefachausbildung) wurde Schiffsartillerieschule I. Die ehemalige II. Abteilung der Schiffsartillerieschule (Schießausbildung) wurde die Schiffsartillerieschule II und die ehemalige III. Abteilung (Lehrgruppe E-Messausbildung) der Schiffsartillerieschule bildete die Schiffsartillerieschule III.
Die Schiffsartillerieschule I bestand bis Kriegsende.
Von Juni 1937 bis April 1939 war die Jaguar als Schulschiff der Schule zugeordnet.

#### Schulverband
Im Juli 1941 wurde der Schulverband mit Sitz in Sanitz auf dem Artillerieschulschiff Bremse eingerichtet und vereinigte die Schiffe der Schule. Chef des Schulverbands waren die Kommandeure der Schiffsartillerieschule.

## Kommandeure Schiffsartillerieschule Kiel/Schiffsartillerieschule I (ab Oktober 1943)
- Korvettenkapitän/Fregattenkapitän/Kapitän zur See Siegfried Punt: von der Aufstellung bis 1926
- Fregattenkapitän/Kapitän zur See Georg Kleine: vom 22. September 1926 bis 29. September 1930
- Kapitän zur See Otto Feige: vom 4. Oktober 1930 bis 30. September 1932
- Korvettenkapitän und Stabsoffizier Walter Tschiersch mit Wahrnehmung der Geschäfte beauftragt
- Fregattenkapitän/Kapitän zur See Paul Fanger: vom 27. März 1933 bis 25. September 1935
- Kapitän zur See Werner Grassmann: vom 26. September 1935 bis 27. September 1937
- Kapitän zur See Heinrich Woldag: vom 1. Oktober 1937 bis September 1939
- Kapitän zur See Ernst Lindemann: von September 1939 bis Ende Juli 1940
- Kapitän zur See Walter Hennecke: von Ende Juli 1940 bis Anfang April 1943
- Kapitän zur See Wolf Löwisch: von Anfang April 1943 bis August 1943
- Kapitän zur See Gerhard Hennig: von August/Oktober 1943, anschließend Höherer Kommandeur der Schiffsartillerieschulen
- Fregattenkapitän/Kapitän zur See Hans-Günther Brachmann: von Oktober 1943 bis Kriegsende

## Bekannte Lehrer der Schule (Auswahl)
- Kapitänleutnant Paul Fanger: 1921 bis 1924, später Kommandeur der Schule
- Korvettenkapitän Otto Feige: 1924 bis 1927, auch als Stabsoffizier, später auch Kommandeur der Schule
- Korvettenkapitän/Fregattenkapitän Otto Fricke: 1934 bis 1937, auch als Stabsoffizier
- Kapitänleutnant Werner Hartenstein: 1936
- Kapitänleutnant Adalbert Schneider: 1936/1937, war bereits Schüler der Schule gewesen
- Kapitänleutnant Klaus Scholtz: 1937 bis 1939, auch Kommandant des Schulbootes Jaguar
- Otto Salman: 1939
- Kapitänleutnant Gert Jeschonnek: 1940/1941 und 1942, war bereits Schüler der Schule gewesen

## Bekannte Schüler der Schule (Auswahl)
- Alfred Kranzfelder
- Fritz Hintze: 1923
- Wolfgang Kähler: 1925
- Fähnrich zur See/Oberfähnrich zur See/später Kapitänleutnant Adalbert Schneider: zwischen 1927 und 1929 und 1936, später Lehrer an der Schule
- Fähnrich zur See Horst Biesterfeld: 1928/1929
- Oberfähnrich zur See Gert Jeschonnek: 1935 Artillerie-Offizier-Lehrgang B und 1939 Artillerie-Offizier-Lehrgang A, später Lehrer an der Schiffsartillerieschule I
- Fähnrich zur See Claus Korth: 1934
- Albrecht Schnarke: 1935
- Leutnant zur See Robert Gysae: 1935
- Fähnrich zur See Hans von Tiesenhausen: 1936
- Fähnrich zur See Hans Heidtmann: 1936
- Seekadett Reinhart Ostertag: 1937

## Bekannte Personen der Schule (Auswahl)
- Arzt der Schule Johannes Sontag: zwischen 1920 und 1924
- Arzt der Schule Hugo Caanitz: 1934 bis 1937